# Conus decoratus
Espèce
Conus decoratus est une espèce de mollusques gastéropodes marins de la famille des Conidae.
Comme toutes les espèces du genre Conus, ces escargots sont prédateurs et venimeux. Ils sont capables de « piquer » les humains et doivent donc être manipulés avec précaution, voire pas du tout.

## Description
La taille de la coquille varie entre 20 mm et 35 mm.

## Distribution
Cette espèce est présente dans l'océan Atlantique au large de Santa Luzia et São Vicente, Cap-Vert. 

### Niveau de risque d’extinction de l’espèce
Selon l'analyse de l'UICN réalisée en 2011 pour la définition du niveau de risque d'extinction, cette espèce est très restreinte dans son aire de répartition ne se trouvant que dans deux petites baies sur deux îles différentes le long de deux bandes de littoral. Le prélèvement pour le commerce des coquillages est limité, et en tant que tel n'est pas considéré comme une menace. L'espèce est actuellement considérée comme Vulnérable D2, car une population a été perdue et une autre subit des perturbations mineures. Une population se trouve dans une zone protégée et, à ce titre, est considérée comme stable, ce qui réduit le risque d'extinction.

## Taxonomie

### Publication originale
L'espèce Conus decoratus a été décrite pour la première fois en 1980 par les malacologistes Dieter Röckel (d), Emilio Rolán (d) et António Monteiro,.

### Synonymes
- Africonus decoratus (Röckel, Rolán & Monteiro, 1980) · appellation alternative
- Conus (Lautoconus) decoratus Röckel, Rolán & Monteiro, 1980 · non accepté